# Goran Suton
Goran Suton (Sarajevo; 11 de agosto de 1985) es un exjugador de baloncesto croata con pasaporte estadounidense, que jugó diez temporadas como profesional en Europa. Con 2,08 metros de estatura, jugaba en la posición de ala-pívot.

## Trayectoria deportiva

### Primeros años
Ejemplo de mestizaje balcánico, nació en Sarajevo de una matrimonio mixto formado por una serbia y un croata. A la edad de 6 años tuvo que huir de su Sarajevo natal hacia Belgrado, huyendo de la guerra de los Balcanes, en el que murieron 250.000 personas. Cuando regresaron, teniendo 14 años, se encontraron con un país en ruinas, y decidieron emigrar a Estados Unidos, estableciéndose en Lansing (Michigan), donde vivían dos hermanos de su padre. Allí asistió al mismo high school del que salió Magic Johnson, jugando posteriormente en la misma universidad.

### Universidad
Jugó durante cuatro temporadas con los Spartans de la Universidad Estatal de Míchigan, en las que promedió 8,0 puntos y 6,6 rebotes por partido. en su última temporada fue incluido en el segundo mejor quinteto de la Big Ten Conference, además de ser elegido como el jugador más destacado en el Torneo Regional del Medio Oeste tras promediar 19,5 puntos y 9,5 rebotes. Fue también un jugador destacado en la Final Four de ese año, siendo incluido en el mejor quinteto del torneo. Fue el máximo reboteador esa temporada de su conferencia, con 8,4 rebotes por partido.

### Profesional
Fue elegido en la quincuagésima posición del Draft de la NBA de 2009 por Utah Jazz. pero fue cortado durante la pretemporada, por lo que decidió aceptar la oferta por tres temporadas del Spartak San Petersburgo de la Superliga Rusa. Pero solo jugó 6 partidos de la competición doméstica y otros 6 de la Eurocup, promediando 4,8 puntos y 3,5 rebotes.
En 2010 se marcha a jugar al Angelico Biella de la liga italiana, promediando en su primera temporada 9,0 puntos y 7,4 rebotes por partido.
En agosto de 2014 fichó por el FIATC Joventut de la liga ACB.
El 1 de agosto de 2016, Suton se marcha al Club Baloncesto Estudiantes